# Phyllonorycter juncei madeirae
Phyllonorycter juncei madeirae é uma subespécie de insetos lepidópteros, mais especificamente de traças, pertencente à família Gracillariidae.
A autoridade científica da subespécie é Deschka, tendo sido descrita no ano de 1976.
Trata-se de uma subespécie presente no território português.